# Hebe matthewsii
Hebe matthewsii é uma espécie de planta do gênero Hebe.